# کنیسه باتومی
کنیسه باتومی (به گرجی: ბათუმის სინაგოგა,) یک کنیسه در گرجستان است که در باتومی واقع شده‌است. این بنا توسط سمیون وولکوویچ در سال ۱۹۰۴ ساخته شد.

## نگارخانه

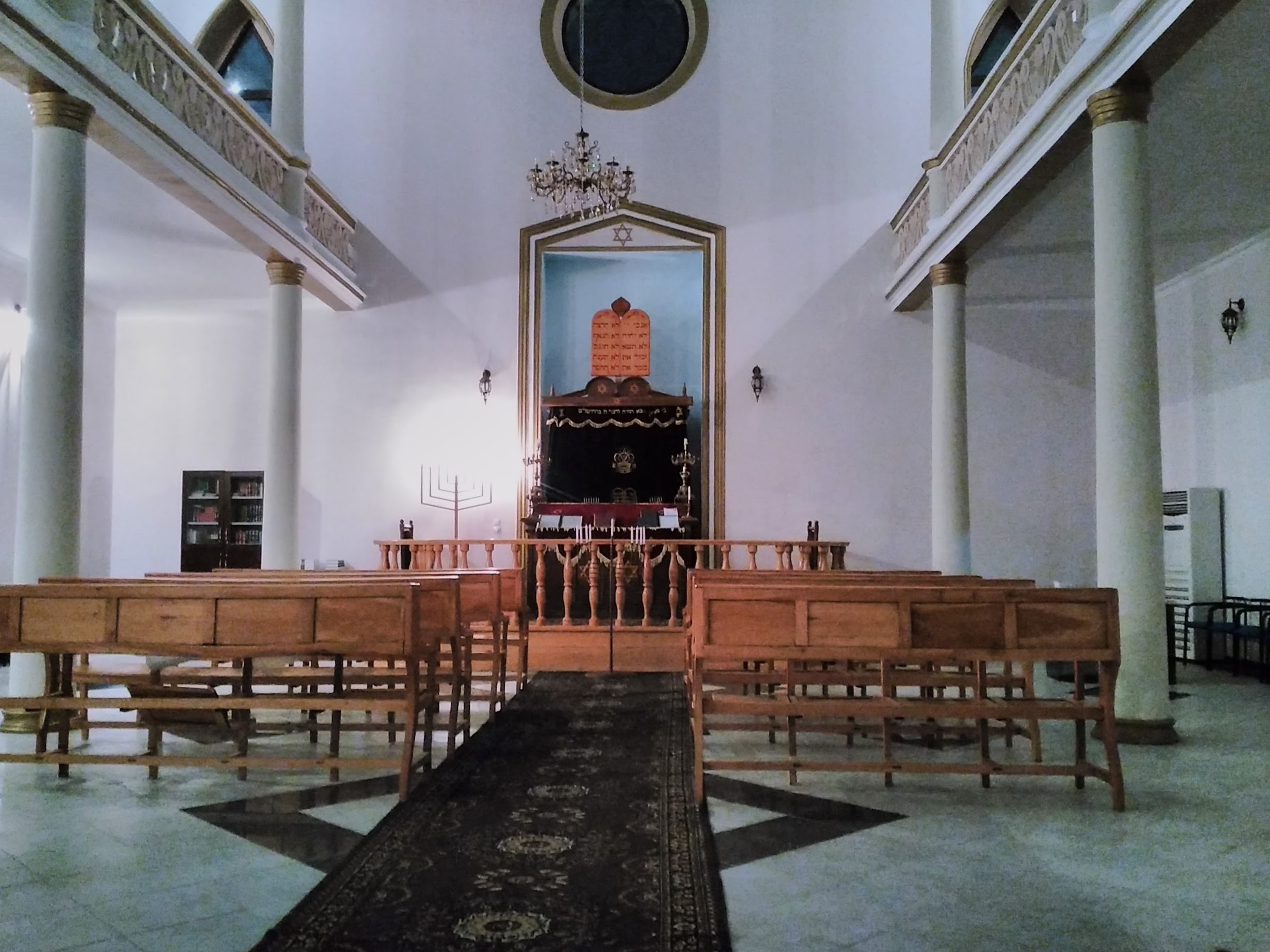
نمای درونی کنیسه